# لقمه‌ماهی کالدونیای جدید
لقمه‌ماهی کالدونیای جدید (نام علمی: Urolophus neocaledoniensis) نام یک گونه از سرده دم‌تاجی‌ها است.